# Schloss Unterseen

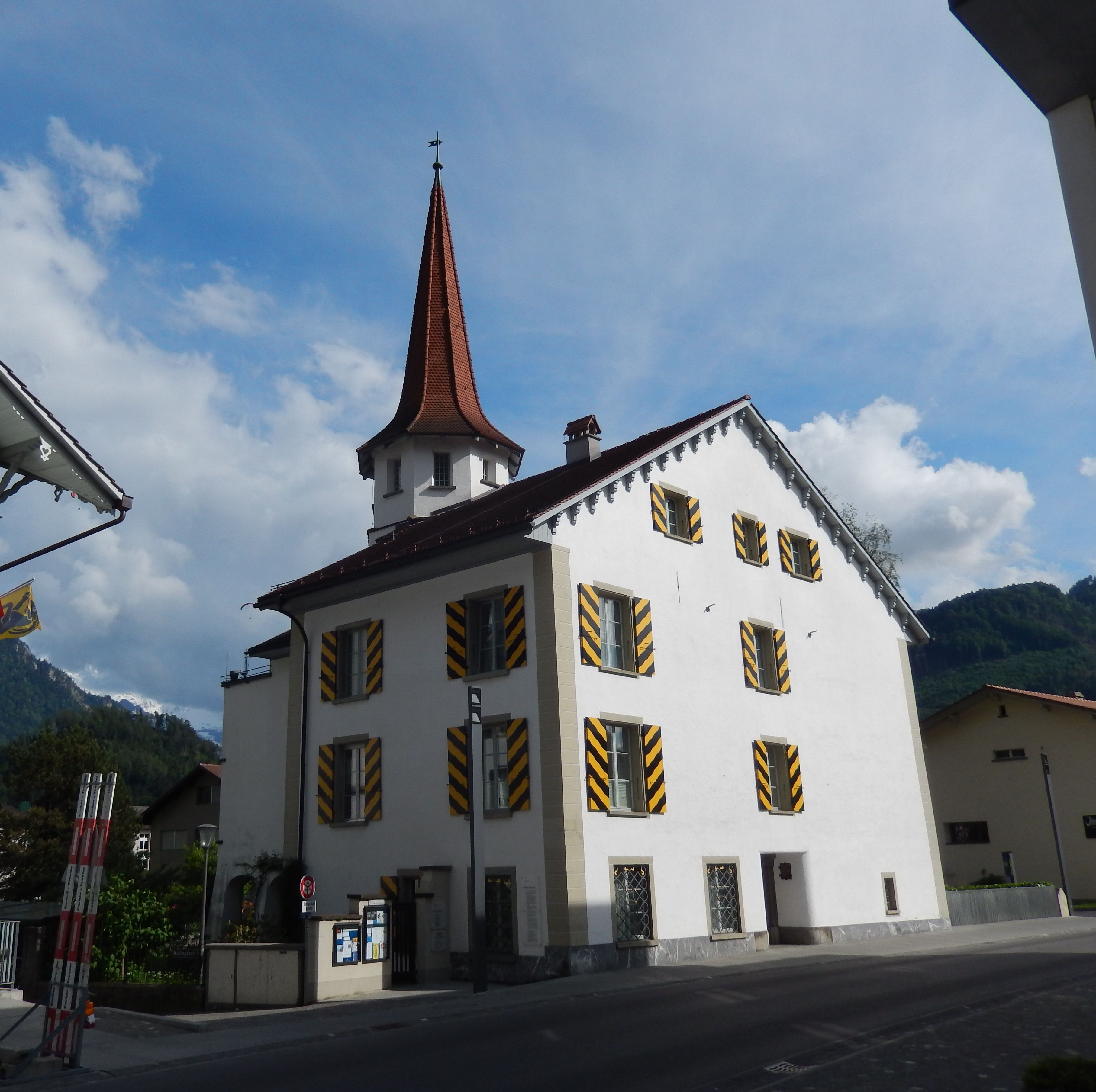
Schloss Unterseen

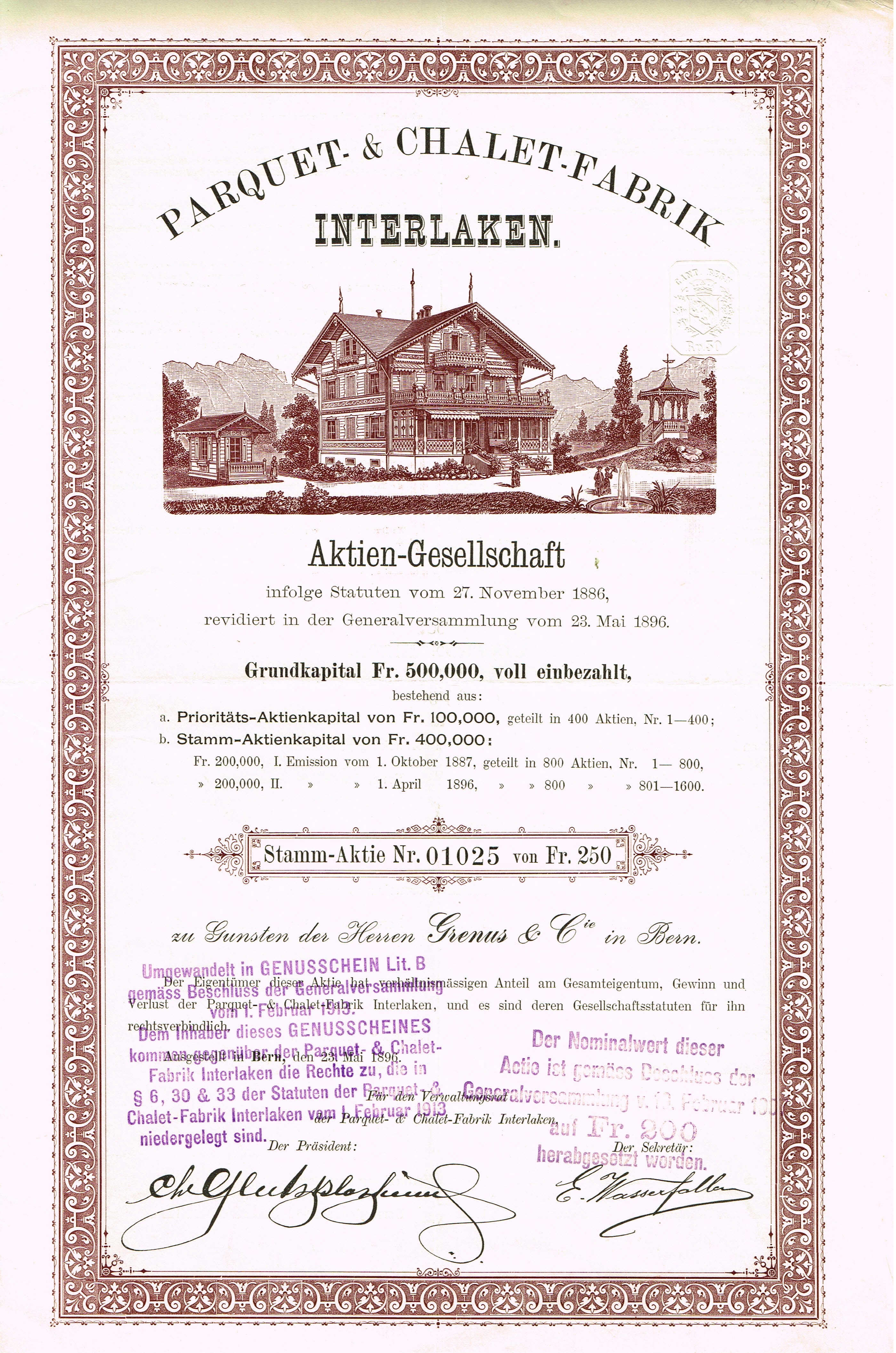
Stammaktie der Parquet- & Chalet-Fabrik Interlaken vom 23. Mai 1896

Das Schloss Unterseen ist ein Schloss aus dem 17. Jahrhundert in der Gemeinde Unterseen im Schweizer Kanton Bern.

## Geschichte
Am 13. Juli 1279 erteilte König Rudolf I. von Habsburg dem Freiherrn Berchtold III. von Eschenbach-Oberhofen die Erlaubnis, zwischen (mittelhochdeutsch: unter) den beiden Seen eine Feste zu bauen. Nachdem das Städtchen Unterseen 1397 in den Besitz der Stadt Bern überging, erhielt die neue Befestigung 1402 das Berner Stadtrecht. Das benachbarte Kloster Interlaken beeinflusste im folgenden Jahrhundert die Geschicke des Städtchens. Mit der Reformation kam es zum Inderlappenkrieg zwischen  den klostertreuen Gotteshausleuten und den Berner Truppen. 1656 liess der Berner Schultheiss Hieronymus Stettler mit Steinen eines Vorgängerbaus und der Ruine Unspunnen das Schloss neu erstellen. In den Jahren 1746–1757 wurde das Schloss umfassend renoviert, Stuckdecken und Wandtäfer wurden eingebaut.
Nach dem Franzoseneinfall in die Schweiz 1798 und dem Untergang des „Ancien Régime“ übernachtete der letzte Schultheiss des alten Bern, Niklaus Friedrich von Steiger, auf seinem Weg ins Exil im Schloss Unterseen. Zwischen 1805 und 1808 wohnte auch der Maler Franz Niklaus König im Schloss. Er war an der Gründung des Unspunnenfests mitbeteiligt. 1816 richtete Oberförster Kasthofer im Schloss eine Schule für Alp- und Forstwirtschaft ein. 1850 verkaufte der Staat Bern das Schloss und umliegendes Gelände an die Unternehmer Weyermann, Seiler und Indermühle, die auch die Stedtlimühle erwarben, um einen holzverarbeitenden Betrieb zu etablieren. Daraufhin wurde auf der Schlossmatte eine Parquettfabrik gebaut.
Nach einem Brand 1855 erhielt das Schloss einen neuen Dachstuhl. 1857 wurde durch einen Brand der noch nicht versicherten Fabrikneubau zerstörte. Dies war der Anlass zur Umwandlung der Gesellschaft in eine AG, um neues, erforderliches Kapital zu beschaffen. Ab 1886 firmierte das Unternehmen unter „Parquet- & Chalet-Fabrik Interlaken AG“, dessen Aktivitäten sich bis nach Frankreich erstreckten.
1967 erwarb die Kirchgemeinde Unterseen das Schloss und baute es zum Kirchgemeindehaus aus. 1997 wurde die Fassade renoviert.